# Breil-sur-Roya
Breil-sur-Roya település Franciaországban, Alpes-Maritimes megyében. Lakosainak száma 2292 fő (2022. január 1.). Breil-sur-Roya La Bollène-Vésubie, Moulinet, Saorge, Sospel, Airole, Dolceacqua, Olivetta San Michele és Rocchetta Nervina községekkel határos.

## Népesség
A település népességének változása:
| Lakosok száma | 2148 | 2095 | 2058 | 2092 | 2480 | 2271 | 2158 | 2137 | 2121 | 2292 |
|               | 1968 | 1982 | 1990 | 2006 | 2013 | 2015 | 2017 | 2019 | 2020 | 2022 |